# Saga islandesa

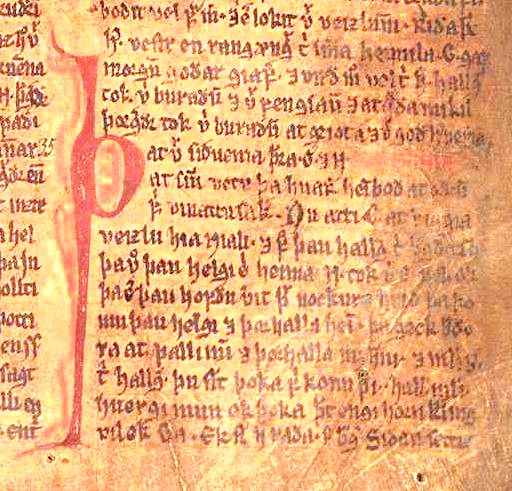
Pàgina de la Saga de Njál

Les sagues dels islandesos o sagues islandeses (en islandès: Íslendingasögur) i algunes sagues de la família són sagues que descriuen en la seva majoria esdeveniments que van ocórrer durant el poblament d'Islàndia al llarg del segle x i començaments de l'xi. Són les més antigues expressions de la literatura d'Islàndia.
Van ser escrites en els segles xiii, xiv i xv i se centren en la història, especialment en la genealogia i història familiar dels ancestres colons. Reflecteixen més les lluites i conflictes de les societats de les segones i terceres generacions de colons islandesos. Preserva, per tant, una gran quantitat d'informació social i cultural de les comunitats que les van produir.
Benvolgudes com a documents de la literatura mundial, alguns dels seus textos són reconeguts per les seves grans qualitats artístiques, com ho són en particular la Saga de Njál, la
Saga de Hrafnkell i la Saga de Laxdœla.
La majoria són textos anònims. Es creu que, no obstant això, Snorri Sturluson va escriure la Saga d'Egil Skallagrimson, sobre el poeta homònim Egil Skallagrimson, de qui seria descendent. Altres textos sobre poetes són la Saga de Kormákr, la Saga de Bjarne i la Saga de Gretta, encara que és probable que el protagonista de la darrera sigui fictici. L'edició estàndard moderna de les sagues islandeses s'anomena Íslenzk Fornrit.
Algunes sagues, en fi, són fonamentals per a entendre fets històrics de gran importància de la història d'Islàndia i fins i tot de la humanitat, com ho és la colonització vikinga a Amèrica. Aquest és el cas de la Saga d'Eric el Roig i de la Saga dels Groenlandesos.

## Llista de les sagues dels islandesos
Les següents són les sagues islandeses:
- Saga de Bandamanna
- Saga de Bardas Snæfellsáss
- Saga de Bjarne Hítdœlakappa

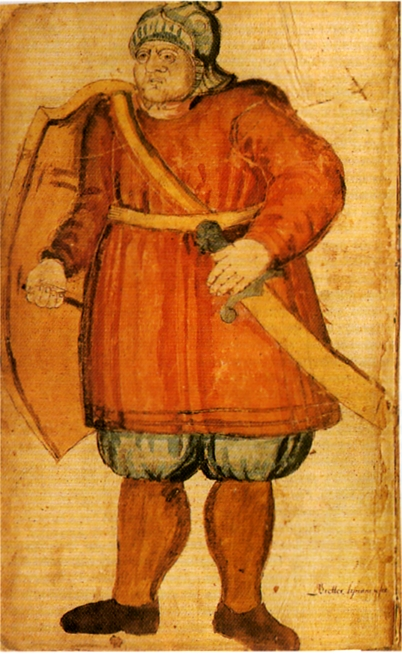
Gretta es disposa a lluitar en aquesta il·lustració d'un manuscrit islandès del

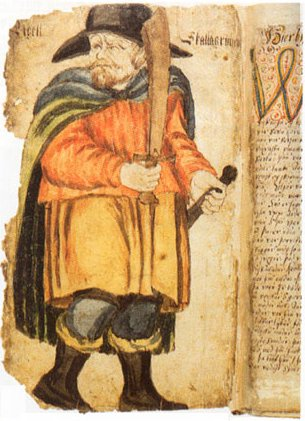
El protagonista de la Saga d'Egil Skallagrimson

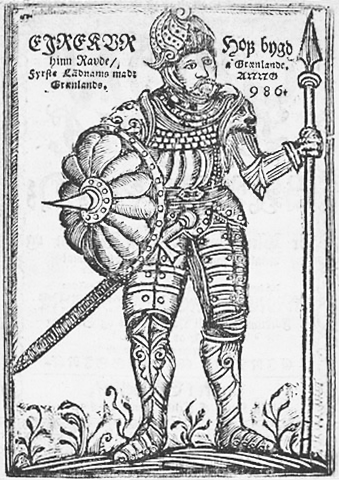
Eric el Roig en una publicació de 1688

- Saga de Njál  - considerada per alguns com la més important de les sagues en prosa islandeses; n'existeixen nombroses traduccions.
- Saga de Droplaugarsona
- Saga d'Egil Skallagrimson  - conta les aventures del poeta, guerrer i aventurer Egill Skallagrimson.
- Saga d'Eric el Roig
- Saga Eyrbyggja
- Saga Færeyinga
- Saga de Finnboga Ramm
- Saga de Fljótsdæla
- Saga Flóamanna
- Saga Fóstbrœðra (dues versions)
- Saga Gisla (dues versions) d'un poeta.
- Saga de Gretta
- Saga dels Groenlandesos
- Saga Gull-Þóris
- Saga de Gunnar Keldugnúpsfífls
- Saga de Gunnlaugs ormstungu
- Saga de Hallfreðar (dues versions)
- Saga Harder ok Hólmverja
- Saga de Havard Ísfirðings
- Saga Heiðarvíga
- Saga de Hrafnkell
- Saga de Hrana hrings
- Saga de Hænsna-Þóris
- Saga Kjalnesinga
- Saga de Kormákr
- Saga de Kroke-Refs
- Saga de Laxdœla
- Saga Ljósvetninga (tres versions)
- Saga de Reykdæla ok Biga-Skútu
- Saga de Svarfdæla
- Saga de Tanca-Ljóts
- Saga Vatnsdœla
- Saga de biga-Glúms
- Saga de Víglundar
- Saga Vápnfirðinga
- Saga Þorsteins Hvitá
- Þorsteins saga Residus-Hallssonar
- Saga Þórðar hreðu
- Saga Ölkofra